# Piper hancei
Piper hancei är en pepparväxtart som beskrevs av Carl Maximowicz. Piper hancei ingår i släktet Piper och familjen pepparväxter. Inga underarter finns listade i Catalogue of Life.